# 8002 Tonyevans
A 8002 Tonyevans (ideiglenes jelöléssel (8002) 1986 XF5) a Naprendszer kisbolygóövében található aszteroida. Antonín Mrkos fedezte fel 1986. december 4-én.